# Марин, Сергей Никифорович
Серге́й Ники́форович Мари́н (18 (29) января 1775, Воронеж — 9 (21) февраля 1813, Санкт-Петербург) — русский офицер (полковник) во время наполеоновских войн, оставивший по себе память главным образом как поэт-сатирик.

## Жизнь и воинская служба
Родился в Воронеже 18 (29) января 1775 года (источники также указывают на 1776-й год) в старинной дворянской семье Мариных. Место отчего дома находилось на месте д. 2 на современной улице Комиссаржевской. Отец, Никифор Михайлович Мари́н, в 1779 году перешёл с военной на гражданскую службу и был впоследствии воронежским вице-губернатором и новгородским губернатором. Мать — Мария Ивановна, урождённая Невежина происходила из рода Андроника Невежи. После Сергея, в семье родились ещё три сына — Евгений, Аполлон и Николай, а также две дочери — Татьяна и Варвара.
В 1790 году, в возрасте 14 лет, Сергей Мари́н был зачислен в лейб-гвардии Преображенский полк, где сразу получил чин подпрапорщика, в 1797 году произведён в портупей-прапорщики, но через месяц личным указанием Павла I был разжалован в рядовые за то, что во время парада в присутствии императора сбился с ноги. Однако вскоре им же в звании прапорщика восстановлен. В ночь с 11 на 12 марта 1801 года, когда Марин возглавлял отряд преображенцев в карауле дворца, в результате заговора был убит император.
В 1805 году С. Н. Марин — поручик, участник Аустерлицкого сражения, был тяжело ранен и награждён золотой шпагой с надписью «За храбрость». Через два года в звании штабс-капитана и в чине флигель-адъютанта был контужен в бою под Фридландом, отмечен за храбрость орденом Св. Владимира 4-й степени и золотой медалью «Земскому войску» 1807 года на георгиевской ленте.
Посде заключения Тильзитского мира Марин был послан в Париж с депешей от Александра I к Наполеону. В июне 1809 года был произведён в полковники и прикомандирован к особе принца Георга Ольденбургского, женатого на сестре Александра I.
Во время Отечественной войны 1812 года в чине полковника исполнял должность дежурного генерала во 2-й западной армии, состоявшей под командованием князя П. И. Багратиона.
Тяжело заболев в сентябре 1812 года, получил разрешение вернуться в Петербург для излечения, где и умер на руках своей возлюбленной Веры Завадовской 9 (21) февраля 1813 года. Похоронен на Лазаревском кладбище Александро-Невской лавры.
Князь Багратион 19 августа 1812 года представил Марина к награждению орденом Святого Владимира 3-й степени. Из-за волокиты военных чиновников С. Н. Марин так и не дождался этой награды. На рапорте Багратиона имеется пометка наградного отделения: «По случаю кончины Марина остаётся без движения» (посмертно тогда не награждали). На портрете Сергей Никифорович изображён с орденом Святого Владимира 4-й степени и золотой медалью «Земскому войску» 1807 года на георгиевской ленте.

## Творчество
Творческое наследие С. Н. Марина включает в себя около 200 стихотворений, пародийную трагедию «Превращённая Дидона» (по мотивам «Энеиды» Вергилия) и две переводные трагедии с французского — «Медея» Лонжпьера и «Меропа» Вольтера. Марин по праву считается выдающимся поэтом-сатириком; его произведения практически не печатались, однако, его сатирические стихотворения, пародии и эпиграммы пользовались успехом и широко расходились в списках. Кроме того, творчество Марина включает в себя песни и романсы, дружеские послания и посвящения, мадригалы и экспромты.
Служба Марина в гвардии, его незаурядный ум, блестящие способности стихотворца открыли ему двери лучших домов и салонов Санкт-Петербурга. Он становится своим человеком в доме известного мецената, директора петербургских театров А. Л. Нарышкина, в литературном салоне А. Н. Оленина. В числе его друзей такие известные поэты, как Н. И. Гнедич, А. А. Шаховской, К. Н. Батюшков, И. А. Крылов, П. А. Катенин, Д. В. Давыдов, П. А. Вяземский. Среди военных наиболее близкими людьми ему были граф М. С. Воронцов, сын знаменитого полководца А. А. Суворов, полковник Преображенского полка Д. В. Арсеньев. В 1805 году С. Н. Марин пишет «Преображенский марш» — тот самый, с которым русские войска в 1814 году вступали в Париж.
В 1808 году вместе с Г. Р. Державиным, И. А. Крыловым, К. Н. Батюшковым, А. Н. Олениным, А. А. Шаховским С. Н. Марин издаёт в Петербурге «Драматический вестник» — первый русский театральный журнал. Переведённая им трагедия Вольтера «Меропа» с успехом ставилась на петербургской сцене со знаменитой Е. С. Семёновой в главной роли. В марте 1811 года в Санкт-Петербурге открыто литературное общество «Беседа любителей русского слова», куда С. Н. Марин был принят одним из первых.
А. С. Пушкин, С. Т. Аксаков, Л. Н. Толстой, Ф. М. Достоевский и другие крупные писатели России XIX столетия нередко и по разным поводам обращались к творчеству С. Н. Марина — так, в «Войне и мире» Л. Толстого (том III,гл. XXII); популярную песню поэта «Лилу обожаю» Достоевский в несколько изменённом виде использовал в «Братьях Карамазовых» («Смердяков с гитарой») и пр.
Бывая в гостях у Александра Львовича Нарышкина, он нередко встречался здесь с не менее известным остряком Гавриилом Гераковым, который служил ему мишенью для шуток и острот, порой не безобидных; так, в своё время пользовались большой известностью его стихи на день рождения Геракова, в которых Марин, пародируя оду Г. Р. Державина «На рождение в севере порфирородного отрока», так предрекал будущность Геракова: «Будешь, будешь сочинитель И читателей тиран, Будешь в корпусе учитель, Будешь вечно капитан. Будешь, — и Судьбы решили, — Ростом двух аршин с вершком, И все старцы подтвердили: Будешь век ходить пешком» (стихи эти также приводятся в «Войне и мире» Льва Николаевича Толстого, часть II, глава XXII).
О влиянии творчества С. Н. Марина на развитие русской устной речи, «кружковых диалектов» и т. н. «гвардейского языка» писал в своей работе «К функции устной речи в культурном быту пушкинской эпохи» (1979) крупнейший советский литературовед-пушкинист Ю. М. Лотман (см. Ю. М. Лотман «Пушкин. Статьи и заметки», Москва, Вагриус, 2008 (стр. 410, 414).

## Сочинения
Наиболее полные издания сочинений С. Н. Марина:
- Марин С. Н. Стихотворения в «Трудах Воронежской учёной архивной комиссии», 1904 г.
- Марин С. Н. Полное собрание сочинений. — М., 1948. (Серия «ЛЕТОПИСИ ГОС. ЛИТЕРАТУРНОГО МУЗЕЯ»).
- Марин С. Н., Милонов М. В. Стихотворения. Драматические произведения. Сцены и отрывки. Письма. — Воронеж: Центрально-Чернозёмное книжное издательство, 1983. — 327 с. (Серия «Отчий край»)